# 게임뇌
게임뇌(일본어: ゲーム脳)는 비디오 게임에서 나오는 특유의 전자기파가 뇌에 악영향을 준다는 설이며, 일본에서 만들어진 신조어이자 대표적 유사과학 사례 중 하나로 니혼 대학 문리학부의 체육학과 교수이자 뇌 과학자인 모리 아키오(ja)가 2002년 7월에 출판한 저서 《게임 뇌의 공포(ja)》에서 제창하였다. 그러나 이것은 신빙성이 떨어져서 일본에서는 거의 받아들여지지 않는데, 그 이유는 다음과 같다. 기준이 되는 게임도 제대로 언급하지 않는 데다가, 심지어 독서할 때에도 비슷한 결과가 나오며, 논문조차 없는 등 제대로 된 과학적 절차도 밟지 않은 등의 이유가 있기 때문이다.